# Hadrostethus pullum
Hadrostethus pullum är en stekelart som beskrevs av Henry Keith Townes, Jr. 1970. Hadrostethus pullum ingår i släktet Hadrostethus och familjen brokparasitsteklar. Inga underarter finns listade i Catalogue of Life.